# Tour de Murcie 2025
La 45e édition du Tour de Murcie a lieu le 15 février 2025, sur un parcours de 199,6 kilomètres tracé entre Jumilla et Murcie. La course fait partie du calendrier UCI Europe Tour 2025 en catégorie 1.1.
L'épreuve est remportée en solitaire au sprint par le Suisse Fabio Christen de la Q36.5 Pro Cycling Team,.

## Équipes participantes
18 équipes participent à la course - 5 WorldTeams, 9 ProTeams, 3 équipes continentales et la sélection espagnole :
| WorldTeams (5)- Decathlon AG2R La Mondiale Team - Movistar Team - UAE Team Emirates XRG - XDS Astana Team - Intermarché-Wanty ProTeams (9)- VF Group-Bardiani CSF-Faizanè - Q36.5 Pro Cycling Team - Tudor Pro Cycling Team - Caja Rural-Seguros RGA - Burgos-Burpellet-BH - Equipo Kern Pharma - Team Flanders-Baloise - Team TotalEnergies - Euskaltel-Euskadi Équipes continentales (3)- Illes Balears Arabay - Petrolike - Project Echelon Racing Équipe nationale- Espagne |
| |

## Classement final
| \| Classement général \| Classement général \| Classement général \| Classement général \| Classement général \| \| Coureur \| Coureur \| Pays \| Équipe \| Temps \| \| ------------------ \| ---------------------- \| ------------------ \| -------------------------- \| ------------------ \| \| 1er \| Fabio Christen \| Suisse \| Q36.5 Pro Cycling Team \| 4 h 38 min 09 s \| \| 2e \| Aurélien Paret-Peintre \| France \| Decathlon-AG2R La Mondiale \| + 0 s \| \| 3e \| Christian Scaroni \| Italie \| XDS Astana Team \| + 0 s \| \| 4e \| Clément Champoussin \| France \| XDS Astana Team \| + 0 s \| \| 5e \| Lorenzo Fortunato \| Italie \| XDS Astana Team \| + 0 s \| \| 6e \| Nairo Quintana \| Colombie \| Movistar Team \| + 0 s \| \| 7e \| Isaac Del Toro \| Mexique \| UAE Team Emirates XRG \| + 0 s \| \| 8e \| Tim Wellens \| Belgique \| UAE Team Emirates XRG \| + 2 s \| \| 9e \| Adrià Pericas \| Espagne \| UAE Team Emirates XRG \| + 5 s \| \| 10e \| Jordan Labrosse \| France \| Decathlon-AG2R La Mondiale \| + 10 s \| |                        |          |                            |                 |
| |                        |          |                            |                 |
| Source : ProCyclingStats |                        |          |                            |                 |
| Classement général |                        |          |                            |                 |
| Coureur | Coureur                | Pays     | Équipe                     | Temps           |
| 1er | Fabio Christen         | Suisse   | Q36.5 Pro Cycling Team     | 4 h 38 min 09 s |
| 2e | Aurélien Paret-Peintre | France   | Decathlon-AG2R La Mondiale | + 0 s           |
| 3e | Christian Scaroni      | Italie   | XDS Astana Team            | + 0 s           |
| 4e | Clément Champoussin    | France   | XDS Astana Team            | + 0 s           |
| 5e | Lorenzo Fortunato      | Italie   | XDS Astana Team            | + 0 s           |
| 6e | Nairo Quintana         | Colombie | Movistar Team              | + 0 s           |
| 7e | Isaac Del Toro         | Mexique  | UAE Team Emirates XRG      | + 0 s           |
| 8e | Tim Wellens            | Belgique | UAE Team Emirates XRG      | + 2 s           |
| 9e | Adrià Pericas          | Espagne  | UAE Team Emirates XRG      | + 5 s           |
| 10e | Jordan Labrosse        | France   | Decathlon-AG2R La Mondiale | + 10 s          |

## Liste des participants
| Decathlon-AG2R La Mondiale DAT    | Decathlon-AG2R La Mondiale DAT | Decathlon-AG2R La Mondiale DAT |
| --------------------------------- | ------------------------------ | ------------------------------ |
| Num                               | Coureur                        | Pos                            |
| 1                                 | Aurélien Paret-Peintre (FRA)   | 2e                             |
| 2                                 | Clément Berthet (FRA)          | 14e                            |
| 3                                 | Jordan Labrosse (FRA)          | 10e                            |
| 4                                 | Noa Isidore (FRA)              | 85e                            |
| 5                                 | Callum Scotson (AUS)           | 51e                            |
| 6                                 | Johannes Staune-Mittet (NOR)   | 24e                            |
| Directeur sportif : Julien Jurdie |                                |                                |

| Movistar Team MOV                      | Movistar Team MOV       | Movistar Team MOV |
| -------------------------------------- | ----------------------- | ----------------- |
| Num                                    | Coureur                 | Pos               |
| 11                                     | Nairo Quintana (COL)    | 6e                |
| 12                                     | Gregor Mühlberger (AUT) | 65e               |
| 13                                     | Carlos Canal (ESP)      | 11e               |
| 14                                     | Gonzalo Serrano (ESP)   | 50e               |
| 15                                     | Lorenzo Milesi (ITA)    | 59e               |
| 16                                     | Jon Barrenetxea (ESP)   | 56e               |
| 17                                     | Mathias Norsgaard (DEN) | AB                |
| Directeur sportif : José Joaquín Rojas |                         |                   |

| UAE Team Emirates XRG UAD        | UAE Team Emirates XRG UAD    | UAE Team Emirates XRG UAD |
| -------------------------------- | ---------------------------- | ------------------------- |
| Num                              | Coureur                      | Pos                       |
| 21                               | Marc Soler (ESP)             | AB                        |
| 22                               | Tim Wellens (BEL)            | 8e                        |
| 23                               | Isaac Del Toro (MEX)         | 7e                        |
| 24                               | Brandon McNulty (USA)        | 45e                       |
| 25                               | Igor Arrieta (ESP)           | 15e                       |
| 26                               | Adrià Pericas (ESP)          | 9e                        |
| 27                               | Matthias Schwarzbacher (SVK) | AB                        |
| Directeur sportif : Manuele Mori |                              |                           |

| XDS Astana Team XAT                | XDS Astana Team XAT       | XDS Astana Team XAT |
| ---------------------------------- | ------------------------- | ------------------- |
| Num                                | Coureur                   | Pos                 |
| 31                                 | Clément Champoussin (FRA) | 4e                  |
| 32                                 | Lorenzo Fortunato (ITA)   | 5e                  |
| 33                                 | Michele Gazzoli (ITA)     | 79e                 |
| 34                                 | Fausto Masnada (ITA)      | 23e                 |
| 35                                 | Christian Scaroni (ITA)   | 3e                  |
| 36                                 | Darren van Bekkum (NED)   | 58e                 |
| 37                                 | Simone Velasco (ITA)      | 29e                 |
| Directeur sportif : Stefano Zanini |                           |                     |

| Intermarché-Wanty IWA                    | Intermarché-Wanty IWA   | Intermarché-Wanty IWA |
| ---------------------------------------- | ----------------------- | --------------------- |
| Num                                      | Coureur                 | Pos                   |
| 41                                       | Louis Barré (FRA)       | 17e                   |
| 42                                       | Kamiel Bonneu (BEL)     | 80e                   |
| 43                                       | Alexy Faure Prost (FRA) | 62e                   |
| 44                                       | Simone Gualdi (ITA)     | 25e                   |
| 45                                       | Maxence Place (BEL)     | 72e                   |
| 46                                       | Victor Hannes (BEL)     | AB                    |
| 47                                       | Luca Van Boven (BEL)    | 60e                   |
| Directeur sportif : Pieter Vanspeybrouck |                         |                       |

| VF Group-Bardiani CSF-Faizanè VBF | VF Group-Bardiani CSF-Faizanè VBF | VF Group-Bardiani CSF-Faizanè VBF |
| --------------------------------- | --------------------------------- | --------------------------------- |
| Num                               | Coureur                           | Pos                               |
| 51                                | Luca Covili (ITA)                 | 28e                               |
| 52                                | Martin Marcellusi (ITA)           | 27e                               |
| 53                                | Luca Colnaghi (ITA)               | AB                                |
| 54                                | Luca Paletti (ITA)                | 47e                               |
| 55                                | Mattia Stenico (ITA)              | 73e                               |
| 56                                | Filippo Turconi (ITA)             | 55e                               |
| 57                                | Alessio Martinelli (ITA)          | AB                                |
| Directeur sportif : Mirko Rossato |                                   |                                   |

| Q36.5 Pro Cycling Team Q36     | Q36.5 Pro Cycling Team Q36 | Q36.5 Pro Cycling Team Q36 |
| ------------------------------ | -------------------------- | -------------------------- |
| Num                            | Coureur                    | Pos                        |
| 61                             | Walter Calzoni (ITA)       | AB                         |
| 62                             | Fabio Christen (SUI)       | 1er                        |
| 63                             | Mark Donovan (GBR)         | AB                         |
| 64                             | David González López (ESP) | 54e                        |
| 65                             | Milan Vader (NED)          | 18e                        |
| 66                             | Sjoerd Bax (NED)           | 57e                        |
| 67                             | Nicolò Parisini (ITA)      | AB                         |
| Directeur sportif : Jens Zemke |                            |                            |

| Tudor Pro Cycling Team TUD      | Tudor Pro Cycling Team TUD | Tudor Pro Cycling Team TUD |
| ------------------------------- | -------------------------- | -------------------------- |
| Num                             | Coureur                    | Pos                        |
| 71                              | Alberto Dainese (ITA)      | AB                         |
| 72                              | Petr Kelemen (CZE)         | 66e                        |
| 73                              | Fabian Lienhard (SUI)      | 34e                        |
| 74                              | Miká Heming (GER)          | AB                         |
| 75                              | Aivaras Mikutis (LTU)      | 68e                        |
| 76                              | Roland Thalmann (SUI)      | 67e                        |
| 77                              | Marco Haller (AUT)         | AB                         |
| Directeur sportif : Bart Leysen |                            |                            |

| Caja Rural-Seguros RGA CJR         | Caja Rural-Seguros RGA CJR    | Caja Rural-Seguros RGA CJR |
| ---------------------------------- | ----------------------------- | -------------------------- |
| Num                                | Coureur                       | Pos                        |
| 81                                 | Fernando Barceló (ESP)        | 26e                        |
| 82                                 | Francisco Peñuela (VEN)       | 33e                        |
| 83                                 | Eduard Prades (ESP)           | AB                         |
| 84                                 | Joel Nicolau (ESP)            | 38e                        |
| 85                                 | Samuel Fernández García (ESP) | 53e                        |
| 86                                 | Alex Molenaar (NED)           | 42e                        |
| 87                                 | Julen Arriolabengoa (ESP)     | 64e                        |
| Directeur sportif : Rubén Martínez |                               |                            |

| Burgos-Burpellet-BH BBH           | Burgos-Burpellet-BH BBH | Burgos-Burpellet-BH BBH |
| --------------------------------- | ----------------------- | ----------------------- |
| Num                               | Coureur                 | Pos                     |
| 91                                | José Luis Faura (ESP)   | 35e                     |
| 92                                | Eric Fagúndez (URU)     | 44e                     |
| 93                                | Clément Alleno (FRA)    | 12e                     |
| 94                                | Daniel Cavia (ESP)      | AB                      |
| 95                                | Hugo de la Calle (ESP)  | AB                      |
| 96                                | José Manuel Díaz (ESP)  | 13e                     |
| 97                                | Ángel Fuentes (ESP)     | AB                      |
| Directeur sportif : Damien Garcia |                         |                         |

| Equipo Kern Pharma EKP             | Equipo Kern Pharma EKP | Equipo Kern Pharma EKP |
| ---------------------------------- | ---------------------- | ---------------------- |
| Num                                | Coureur                | Pos                    |
| 101                                | Pablo Carrascosa (ESP) | 46e                    |
| 102                                | Ibon Ruiz (ESP)        | 81e                    |
| 103                                | José Félix Parra (ESP) | 22e                    |
| 104                                | Ibai Azanza (ESP)      | AB                     |
| 105                                | Iván Sosa (COL)        | AB                     |
| 106                                | Mats Wenzel (LUX)      | 63e                    |
| 107                                | Mikel Retegi (ESP)     | 39e                    |
| Directeur sportif : Juan José Oroz |                        |                        |

| Team Flanders-Baloise TFB          | Team Flanders-Baloise TFB | Team Flanders-Baloise TFB |
| ---------------------------------- | ------------------------- | ------------------------- |
| Num                                | Coureur                   | Pos                       |
| 111                                | Siebe Deweirdt (BEL)      | 77e                       |
| 112                                | Aaron Van Poucke (BEL)    | 88e                       |
| 113                                | Yentl Vandevelde (BEL)    | 89e                       |
| 114                                | Ward Vanhoof (BEL)        | 69e                       |
| 115                                | Victor Vercouillie (BEL)  | 75e                       |
| 116                                | Toon Clynhens (BEL)       | 30e                       |
| 117                                | Brem Deman (BEL)          | 90e                       |
| Directeur sportif : Hans De Clercq |                           |                           |

| Team TotalEnergies TEN              | Team TotalEnergies TEN  | Team TotalEnergies TEN |
| ----------------------------------- | ----------------------- | ---------------------- |
| Num                                 | Coureur                 | Pos                    |
| 121                                 | Alexys Brunel (FRA)     | AB                     |
| 122                                 | Florian Dauphin (FRA)   | AB                     |
| 123                                 | Joris Delbove (FRA)     | 32e                    |
| 124                                 | Fabien Doubey (FRA)     | 37e                    |
| 125                                 | Thomas Gachignard (FRA) | 49e                    |
| 126                                 | Jordan Jegat (FRA)      | 16e                    |
| 127                                 | Nicola Marcerou (FRA)   | AB                     |
| Directeur sportif : Lylian Lebreton |                         |                        |

| Euskaltel-Euskadi EUS           | Euskaltel-Euskadi EUS    | Euskaltel-Euskadi EUS |
| ------------------------------- | ------------------------ | --------------------- |
| Num                             | Coureur                  | Pos                   |
| 141                             | Xabier Berasategi (ESP)  | AB                    |
| 142                             | Iker Bonillo (ESP)       | AB                    |
| 143                             | Danny van der Tuuk (POL) | 41e                   |
| 144                             | Unai Zubeldia (ESP)      | 84e                   |
| 145                             | Iker Mintegi (ESP)       | AB                    |
| 146                             | Gotzon Martín (ESP)      | 31e                   |
| 147                             | Louis Sutton (GBR)       | 71e                   |
| Directeur sportif : Rubén Pérez |                          |                       |

| Illes Balears Arabay IBA           | Illes Balears Arabay IBA        | Illes Balears Arabay IBA |
| ---------------------------------- | ------------------------------- | ------------------------ |
| Num                                | Coureur                         | Pos                      |
| 151                                | José María García Soriano (ESP) | 48e                      |
| 152                                | Edgar Curto (ESP)               | AB                       |
| 153                                | Sergio Trueba (ESP)             | AB                       |
| 154                                | Unai Esparza (ESP)              | 61e                      |
| 155                                | Joan Albert Riera (ESP)         | AB                       |
| 156                                | Joan Gamundi (ESP)              | AB                       |
| 157                                | Ricard Fitó (ESP)               | AB                       |
| Directeur sportif : Daniel Navarro |                                 |                          |

| Petrolike PTL | Petrolike PTL               | Petrolike PTL |
| ------------- | --------------------------- | ------------- |
| Num           | Coureur                     | Pos           |
| 161           | Jonathan Caicedo (ECU)      | 20e           |
| 162           | Filippo D'Aiuto (ITA)       | 83e           |
| 163           | Jose Juan Prieto (MEX)      | AB            |
| 164           | Carlos Alfonso García (MEX) | 87e           |
| 165           | Edgar Cadena (MEX)          | 21e           |
| 166           | Lorenzo Peschi (ITA)        | AB            |
| 167           | Alejandro Callejas (COL)    | 43e           |

| Project Echelon Racing PEC        | Project Echelon Racing PEC | Project Echelon Racing PEC |
| --------------------------------- | -------------------------- | -------------------------- |
| Num                               | Coureur                    | Pos                        |
| 171                               | Cade Bickmore (USA)        | 86e                        |
| 172                               | Caleb Classen (USA)        | AB                         |
| 173                               | Ethan Craine (NZL)         | AB                         |
| 174                               | Kieran Haug (USA)          | 36e                        |
| 175                               | Sam Boardman (USA)         | 76e                        |
| 176                               | Stephen Bassett (USA)      | 82e                        |
| Directeur sportif : Joey Rosskopf |                            |                            |

| Espagne ESP                        | Espagne ESP             | Espagne ESP |
| ---------------------------------- | ----------------------- | ----------- |
| Num                                | Coureur                 | Pos         |
| 181                                | Alvaro Garcia Gimenez   | 78e         |
| 182                                | César Pérez             | 70e         |
| 183                                | Antonio González        | 40e         |
| 184                                | Iker Soriano            | 52e         |
| 185                                | Pau Martí               | 19e         |
| 186                                | Juan Pedro Lozano       | 74e         |
| 187                                | Héctor Álvarez Martinez | AB          |
| Directeur sportif : Pascual Orengo |                         |             |

| Decathlon-AG2R La Mondiale DAT    | Decathlon-AG2R La Mondiale DAT | Decathlon-AG2R La Mondiale DAT |
| --------------------------------- | ------------------------------ | ------------------------------ |
| Num                               | Coureur                        | Pos                            |
| 1                                 | Aurélien Paret-Peintre (FRA)   | 2e                             |
| 2                                 | Clément Berthet (FRA)          | 14e                            |
| 3                                 | Jordan Labrosse (FRA)          | 10e                            |
| 4                                 | Noa Isidore (FRA)              | 85e                            |
| 5                                 | Callum Scotson (AUS)           | 51e                            |
| 6                                 | Johannes Staune-Mittet (NOR)   | 24e                            |
| Directeur sportif : Julien Jurdie |                                |                                |

| Movistar Team MOV                      | Movistar Team MOV       | Movistar Team MOV |
| -------------------------------------- | ----------------------- | ----------------- |
| Num                                    | Coureur                 | Pos               |
| 11                                     | Nairo Quintana (COL)    | 6e                |
| 12                                     | Gregor Mühlberger (AUT) | 65e               |
| 13                                     | Carlos Canal (ESP)      | 11e               |
| 14                                     | Gonzalo Serrano (ESP)   | 50e               |
| 15                                     | Lorenzo Milesi (ITA)    | 59e               |
| 16                                     | Jon Barrenetxea (ESP)   | 56e               |
| 17                                     | Mathias Norsgaard (DEN) | AB                |
| Directeur sportif : José Joaquín Rojas |                         |                   |

| UAE Team Emirates XRG UAD        | UAE Team Emirates XRG UAD    | UAE Team Emirates XRG UAD |
| -------------------------------- | ---------------------------- | ------------------------- |
| Num                              | Coureur                      | Pos                       |
| 21                               | Marc Soler (ESP)             | AB                        |
| 22                               | Tim Wellens (BEL)            | 8e                        |
| 23                               | Isaac Del Toro (MEX)         | 7e                        |
| 24                               | Brandon McNulty (USA)        | 45e                       |
| 25                               | Igor Arrieta (ESP)           | 15e                       |
| 26                               | Adrià Pericas (ESP)          | 9e                        |
| 27                               | Matthias Schwarzbacher (SVK) | AB                        |
| Directeur sportif : Manuele Mori |                              |                           |

| XDS Astana Team XAT                | XDS Astana Team XAT       | XDS Astana Team XAT |
| ---------------------------------- | ------------------------- | ------------------- |
| Num                                | Coureur                   | Pos                 |
| 31                                 | Clément Champoussin (FRA) | 4e                  |
| 32                                 | Lorenzo Fortunato (ITA)   | 5e                  |
| 33                                 | Michele Gazzoli (ITA)     | 79e                 |
| 34                                 | Fausto Masnada (ITA)      | 23e                 |
| 35                                 | Christian Scaroni (ITA)   | 3e                  |
| 36                                 | Darren van Bekkum (NED)   | 58e                 |
| 37                                 | Simone Velasco (ITA)      | 29e                 |
| Directeur sportif : Stefano Zanini |                           |                     |

| Intermarché-Wanty IWA                    | Intermarché-Wanty IWA   | Intermarché-Wanty IWA |
| ---------------------------------------- | ----------------------- | --------------------- |
| Num                                      | Coureur                 | Pos                   |
| 41                                       | Louis Barré (FRA)       | 17e                   |
| 42                                       | Kamiel Bonneu (BEL)     | 80e                   |
| 43                                       | Alexy Faure Prost (FRA) | 62e                   |
| 44                                       | Simone Gualdi (ITA)     | 25e                   |
| 45                                       | Maxence Place (BEL)     | 72e                   |
| 46                                       | Victor Hannes (BEL)     | AB                    |
| 47                                       | Luca Van Boven (BEL)    | 60e                   |
| Directeur sportif : Pieter Vanspeybrouck |                         |                       |

| VF Group-Bardiani CSF-Faizanè VBF | VF Group-Bardiani CSF-Faizanè VBF | VF Group-Bardiani CSF-Faizanè VBF |
| --------------------------------- | --------------------------------- | --------------------------------- |
| Num                               | Coureur                           | Pos                               |
| 51                                | Luca Covili (ITA)                 | 28e                               |
| 52                                | Martin Marcellusi (ITA)           | 27e                               |
| 53                                | Luca Colnaghi (ITA)               | AB                                |
| 54                                | Luca Paletti (ITA)                | 47e                               |
| 55                                | Mattia Stenico (ITA)              | 73e                               |
| 56                                | Filippo Turconi (ITA)             | 55e                               |
| 57                                | Alessio Martinelli (ITA)          | AB                                |
| Directeur sportif : Mirko Rossato |                                   |                                   |

| Q36.5 Pro Cycling Team Q36     | Q36.5 Pro Cycling Team Q36 | Q36.5 Pro Cycling Team Q36 |
| ------------------------------ | -------------------------- | -------------------------- |
| Num                            | Coureur                    | Pos                        |
| 61                             | Walter Calzoni (ITA)       | AB                         |
| 62                             | Fabio Christen (SUI)       | 1er                        |
| 63                             | Mark Donovan (GBR)         | AB                         |
| 64                             | David González López (ESP) | 54e                        |
| 65                             | Milan Vader (NED)          | 18e                        |
| 66                             | Sjoerd Bax (NED)           | 57e                        |
| 67                             | Nicolò Parisini (ITA)      | AB                         |
| Directeur sportif : Jens Zemke |                            |                            |

| Tudor Pro Cycling Team TUD      | Tudor Pro Cycling Team TUD | Tudor Pro Cycling Team TUD |
| ------------------------------- | -------------------------- | -------------------------- |
| Num                             | Coureur                    | Pos                        |
| 71                              | Alberto Dainese (ITA)      | AB                         |
| 72                              | Petr Kelemen (CZE)         | 66e                        |
| 73                              | Fabian Lienhard (SUI)      | 34e                        |
| 74                              | Miká Heming (GER)          | AB                         |
| 75                              | Aivaras Mikutis (LTU)      | 68e                        |
| 76                              | Roland Thalmann (SUI)      | 67e                        |
| 77                              | Marco Haller (AUT)         | AB                         |
| Directeur sportif : Bart Leysen |                            |                            |

| Caja Rural-Seguros RGA CJR         | Caja Rural-Seguros RGA CJR    | Caja Rural-Seguros RGA CJR |
| ---------------------------------- | ----------------------------- | -------------------------- |
| Num                                | Coureur                       | Pos                        |
| 81                                 | Fernando Barceló (ESP)        | 26e                        |
| 82                                 | Francisco Peñuela (VEN)       | 33e                        |
| 83                                 | Eduard Prades (ESP)           | AB                         |
| 84                                 | Joel Nicolau (ESP)            | 38e                        |
| 85                                 | Samuel Fernández García (ESP) | 53e                        |
| 86                                 | Alex Molenaar (NED)           | 42e                        |
| 87                                 | Julen Arriolabengoa (ESP)     | 64e                        |
| Directeur sportif : Rubén Martínez |                               |                            |

| Burgos-Burpellet-BH BBH           | Burgos-Burpellet-BH BBH | Burgos-Burpellet-BH BBH |
| --------------------------------- | ----------------------- | ----------------------- |
| Num                               | Coureur                 | Pos                     |
| 91                                | José Luis Faura (ESP)   | 35e                     |
| 92                                | Eric Fagúndez (URU)     | 44e                     |
| 93                                | Clément Alleno (FRA)    | 12e                     |
| 94                                | Daniel Cavia (ESP)      | AB                      |
| 95                                | Hugo de la Calle (ESP)  | AB                      |
| 96                                | José Manuel Díaz (ESP)  | 13e                     |
| 97                                | Ángel Fuentes (ESP)     | AB                      |
| Directeur sportif : Damien Garcia |                         |                         |

| Equipo Kern Pharma EKP             | Equipo Kern Pharma EKP | Equipo Kern Pharma EKP |
| ---------------------------------- | ---------------------- | ---------------------- |
| Num                                | Coureur                | Pos                    |
| 101                                | Pablo Carrascosa (ESP) | 46e                    |
| 102                                | Ibon Ruiz (ESP)        | 81e                    |
| 103                                | José Félix Parra (ESP) | 22e                    |
| 104                                | Ibai Azanza (ESP)      | AB                     |
| 105                                | Iván Sosa (COL)        | AB                     |
| 106                                | Mats Wenzel (LUX)      | 63e                    |
| 107                                | Mikel Retegi (ESP)     | 39e                    |
| Directeur sportif : Juan José Oroz |                        |                        |

| Team Flanders-Baloise TFB          | Team Flanders-Baloise TFB | Team Flanders-Baloise TFB |
| ---------------------------------- | ------------------------- | ------------------------- |
| Num                                | Coureur                   | Pos                       |
| 111                                | Siebe Deweirdt (BEL)      | 77e                       |
| 112                                | Aaron Van Poucke (BEL)    | 88e                       |
| 113                                | Yentl Vandevelde (BEL)    | 89e                       |
| 114                                | Ward Vanhoof (BEL)        | 69e                       |
| 115                                | Victor Vercouillie (BEL)  | 75e                       |
| 116                                | Toon Clynhens (BEL)       | 30e                       |
| 117                                | Brem Deman (BEL)          | 90e                       |
| Directeur sportif : Hans De Clercq |                           |                           |

| Team TotalEnergies TEN              | Team TotalEnergies TEN  | Team TotalEnergies TEN |
| ----------------------------------- | ----------------------- | ---------------------- |
| Num                                 | Coureur                 | Pos                    |
| 121                                 | Alexys Brunel (FRA)     | AB                     |
| 122                                 | Florian Dauphin (FRA)   | AB                     |
| 123                                 | Joris Delbove (FRA)     | 32e                    |
| 124                                 | Fabien Doubey (FRA)     | 37e                    |
| 125                                 | Thomas Gachignard (FRA) | 49e                    |
| 126                                 | Jordan Jegat (FRA)      | 16e                    |
| 127                                 | Nicola Marcerou (FRA)   | AB                     |
| Directeur sportif : Lylian Lebreton |                         |                        |

| Euskaltel-Euskadi EUS           | Euskaltel-Euskadi EUS    | Euskaltel-Euskadi EUS |
| ------------------------------- | ------------------------ | --------------------- |
| Num                             | Coureur                  | Pos                   |
| 141                             | Xabier Berasategi (ESP)  | AB                    |
| 142                             | Iker Bonillo (ESP)       | AB                    |
| 143                             | Danny van der Tuuk (POL) | 41e                   |
| 144                             | Unai Zubeldia (ESP)      | 84e                   |
| 145                             | Iker Mintegi (ESP)       | AB                    |
| 146                             | Gotzon Martín (ESP)      | 31e                   |
| 147                             | Louis Sutton (GBR)       | 71e                   |
| Directeur sportif : Rubén Pérez |                          |                       |

| Illes Balears Arabay IBA           | Illes Balears Arabay IBA        | Illes Balears Arabay IBA |
| ---------------------------------- | ------------------------------- | ------------------------ |
| Num                                | Coureur                         | Pos                      |
| 151                                | José María García Soriano (ESP) | 48e                      |
| 152                                | Edgar Curto (ESP)               | AB                       |
| 153                                | Sergio Trueba (ESP)             | AB                       |
| 154                                | Unai Esparza (ESP)              | 61e                      |
| 155                                | Joan Albert Riera (ESP)         | AB                       |
| 156                                | Joan Gamundi (ESP)              | AB                       |
| 157                                | Ricard Fitó (ESP)               | AB                       |
| Directeur sportif : Daniel Navarro |                                 |                          |

| Petrolike PTL | Petrolike PTL               | Petrolike PTL |
| ------------- | --------------------------- | ------------- |
| Num           | Coureur                     | Pos           |
| 161           | Jonathan Caicedo (ECU)      | 20e           |
| 162           | Filippo D'Aiuto (ITA)       | 83e           |
| 163           | Jose Juan Prieto (MEX)      | AB            |
| 164           | Carlos Alfonso García (MEX) | 87e           |
| 165           | Edgar Cadena (MEX)          | 21e           |
| 166           | Lorenzo Peschi (ITA)        | AB            |
| 167           | Alejandro Callejas (COL)    | 43e           |

| Project Echelon Racing PEC        | Project Echelon Racing PEC | Project Echelon Racing PEC |
| --------------------------------- | -------------------------- | -------------------------- |
| Num                               | Coureur                    | Pos                        |
| 171                               | Cade Bickmore (USA)        | 86e                        |
| 172                               | Caleb Classen (USA)        | AB                         |
| 173                               | Ethan Craine (NZL)         | AB                         |
| 174                               | Kieran Haug (USA)          | 36e                        |
| 175                               | Sam Boardman (USA)         | 76e                        |
| 176                               | Stephen Bassett (USA)      | 82e                        |
| Directeur sportif : Joey Rosskopf |                            |                            |

| Espagne ESP                        | Espagne ESP             | Espagne ESP |
| ---------------------------------- | ----------------------- | ----------- |
| Num                                | Coureur                 | Pos         |
| 181                                | Alvaro Garcia Gimenez   | 78e         |
| 182                                | César Pérez             | 70e         |
| 183                                | Antonio González        | 40e         |
| 184                                | Iker Soriano            | 52e         |
| 185                                | Pau Martí               | 19e         |
| 186                                | Juan Pedro Lozano       | 74e         |
| 187                                | Héctor Álvarez Martinez | AB          |
| Directeur sportif : Pascual Orengo |                         |             |